# Grigorij Falko
Grigorij Alekseevič Falko (in russo Григорий Алексеевич Фалко?; Leningrado, 9 maggio 1987) è un ex nuotatore russo.
Ha partecipato alle Olimpiadi di Pechino 2008, arrivando 23º nei 200 m rana.
Ai Campionati mondiali di nuoto 2009 di Roma ha concluso 23º la gara dei 100 m rana, 46º i 50 m rana, 11º i 200 m e 6º nella Staffetta 4 × 100 m misti.

## Palmarès
- Europei

Eindhoven 2008: oro nei 200 m rana e nella 4 × 100 m misti.
Budapest 2010: argento nella 4 × 100 m misti.
Berlino 2014: bronzo nella 4 × 100 m misti mista.
- Europei in vasca corta

Vienna 2004: bronzo nei 200 m rana.
Trieste 2005: argento nei 200 m rana.
Debrecen 2007: oro nei 100 m rana.
Istanbul 2009: argento nei 200 m rana.
- Universiadi

Bangkok 2007: oro nei 200 m rana e nella 4 × 100 m misti e argento nei 100 m rana.